# Josip Miličić
Josip Miličić, noto anche come Sibe Miličić (Brusie, 3 aprile 1886 – Bari, 20 agosto 1944), è stato uno scrittore, poeta e pittore serbo.

## Biografia
L'ultima volta Josip Miličić è stato visto a Bari, secondo alcuni, nella divisa dell'esercito popolare jugoslavo, con il grado del capitano, secondo altri indossando l'uniforme degli ufficiali britannici; forse si trovava a Bari come interprete oppure semplicemente aveva trovato rifugio nel capoluogo pugliese.
Il mistero della sua scomparsa, comunque, si è recentemente risolto grazie ai documenti ufficiali trovati presso l'Archivio del Montenegro, che hanno rivelato che Josip Miličić è morto il 20 agosto 1944 a Bari.
Josip Miličić nacque a Brusie, un comune nell'isola di Lesina, il 3 aprile 1886, figlio dei genitori - il pescatore Josip e di Joka.
Studiò letteratura e filologia romanza e slava a Vienna, Roma e Firenze, laureandosi a Vienna, nel 1911, con una tesi riguardante la poetica di Giacomo Leopardi.
Nello stesso anno incontrò Filippo Tommaso Marinetti a Roma, venendo a contatto con le avanguardie.
Subito dopo si trasferì a Belgrado per insegnare, ma l'anno seguente andò a Parigi e con lo scoppio della prima guerra mondiale fu inviato in Russia per cercare volontari, anche se con la rivoluzione d'ottobre si diffuse il disfattismo tra i soldati.
Si unì a un gruppo di scrittori serbi riuniti attorno alla rivista politica Politikin Zabavnik, a Corfù (1917-1918), insieme a Vladimir Čerina e Tin Ujević.
Alla fine della Grande Guerra, soggiornò dapprima a Roma per un anno,  e nel 1919 a Parigi, dove realizzò una mostra di disegni e dipinti, dopo di che si stabilizzò a Belgrado, partecipando attivamente alla vita culturale, principalmente a eventi e dibattiti letterari e artistici.
Pubblicò poesie in Idee (Ideje), la rivista diretta da Miloš Crnjanski, ma anche su Pijemont, Srpski književni glasnik, Delo, Politika, Zabavnik, Jugoslavija, Književne novosti, Dan, Misao, Republika, Budućnost, Tribuna, Kritika, Epoha, Revi, Savremenik, Novo doba, Vijenac, Almanah Branka Radičevića, Vreme, Pravda, Život i rad, Volja.
Miličić è l'autore del manifesto del movimento letterario, il "Cosmismo", intitolato Un'uscita che potrebbe essere un programma (Jedan izvod koji bi mogao da bude program, 1920).
Negli anni venti e anni trenta lavorò come funzionario del Ministero degli Affari Esteri del Regno di Jugoslavia. Nel 1937 fu inviato dal servizio diplomatico, al consolato di Rotterdam, dove assisterà al bombardamento dei nazisti sulla città.
Dopo la capitolazione della Jugoslavia fu deportato a Bad Schachen, sul Lago di Costanza, e poi a Belgrado, a Spalato e a Bari. Aveva al suo attivo già tredici libri, poesie, racconti, romanzi, alcuni firmati come Josip Miličić e altri come Sibe Miličić, tra i quali due raccolte di poesie intitolate Poesie (Pjesme, 1906 e 1916), dedicate alla terra dalmata, cui seguirono Dieci canzoni di Don Giovanni (Deset pjesama o Don Huanu, 1911), Il libro della gioia (Knjiga radosti, 1920), Il libro dell'eternità (Knjiga večnosti, 1922), caratterizzate da uno stile modernista ed espressionista,e Apocalissi (Apokalipsa, 1941), ispirate dalla sua passione per il mondo ellenico e mediterraneo.
Per quanto riguarda la prosa, i romanzi e i racconti di Miličić, tra i quali Pini e ulivi (Borovi i masline, 1926), Donna e uomo (Žena i čovek, 1927), Cronache di un'isola sommersa (Hronika potonulog ostrva, 1928), Sergije Ivanović Arbuz (1936), Brusie, il mio villaggio (Moje selo Brusje, 1936), si dimostrarono tutti intrisi di manierismo lirico, di retorica e di misticismo. L'ultima sua opera fu pubblicata a Bari nel 1944, intitolata Dieci canzoni sui partigiani (Deset pjesama o partizanima, 1944),dedicata alla seconda guerra mondiale.
Le opere di Miličić sono impreziosite con simbolismi di pini, olive, mari, dell'isola natia di Lesina, così come di corpi cosmici; Sole, Stella e Luna sono i concetti base del suo programma cosmologico, che si basa sul mito solare ispirato ai poeti tedeschi del primo decennio del XX secolo.
La personalità letteraria di Miličić è inclusa tra l'educazione dei gesuiti, la grande cultura e la fiducia nella scienza, che si riflette nei suoi versi descriventi il destino della vita che scorre,la sua partecipazione intima ed emozionata con la natura e la sua aspirazione di innalzarsi verso sfere celesti.

## Opere

### Poesie
- Poesie (Pjesme, 1906);
- Dieci canzoni di Don Giovanni (Deset pjesama o Don Huanu, 1911);
- Poesie (Pjesme, 1916);
- Il libro della gioia (Knjiga radosti, 1920);
- Il libro dell'eternità (Knjiga večnosti, 1922);
- Apocalissi (Apokalipsa, 1941);
- Dieci canzoni sui partigiani (Deset pjesama o partizanima, 1944).

### Prosa
- Pini e ulivi (Borovi i masline, 1926);
- Donna e uomo (Žena i čovek, 1927);
- Cronache di un'isola sommersa (Hronika potonulog ostrva, 1928);
- Sergije Ivanović Arbuz (1936);
- Brusie, il mio villaggio (Moje selo Brusje, 1936).